# Lista teoriilor caracterizate ca pseudoștiință
Aceasta este o listă de subiecte care au fost, la un moment dat în istoria lor, caracterizate ca fiind pseudoștiință de către cadre didactice universitare sau cercetători. Aceste caracterizări au fost făcute în contextul educării publicului cu privire la practici discutabile sau potențial frauduloase sau periculoase. Critica pseudoștiințelor, în general, de către comunitatea științifică sau organizații sceptice , presupune critici privind baza logică, metodologică, sau retorică a subiectului în cauză. Deși unele dintre subiectele menționate continuă să fie investigate din punct de vedere științific, altele au fost obiectul cercetării științifice doar în trecut, astăzi fiind respinse, chiar  dacă au înviat într-o formă pseudoștiințifică. Alte idei prezentate aici sunt în totalitate neștiințifice, dar au pătruns într-un fel sau altul în domenii științifice. Mulți aderenți sau practicieni ai subiectelor enumerate aici resping caracterizarea lor ca pseudoștiință. Fiecare secțiune rezumă  aspectele pseudoștiințifice legate de subiectul în cauză.

## Științele fizice

### Astronomie și științe spațiale
- Milenarism 2012 – o serie de  credințe eshatologice privind evenimente cataclismice care ar avea loc pe sau în jurul datei de 21 decembrie 2012. Această dată a fost considerată ca fiind data-limită a ciclului de 5126 de ani în Calendarul Lung Mezoamerican și, ca atare, au avut loc festivități pentru a comemora 21 decembrie 2012 în țările care au făcut parte din civilizația Maya (Mexic, Guatemala, Honduras și El Salvador), în principal la Chichén Itzá în Mexic, și la Tikal în Guatemala.
- Astronauții antici un concept bazat pe convingerea că ființe extraterestre inteligente au vizitat Pământul și au avut contact cu oamenii în antichitate și în preistorie. Susținătorii sugerează că acest contact a influențat dezvoltarea culturii moderne, a tehnologiilor și a religiilor. O revendicare comună este că zeitățile din cele mai multe religii, dacă nu din toate religiile, sunt de fapt de origine extraterestră și că tehnologiile avansate aduse pe Pământ de către astronauții antici au fost interpretate de către primii oameni ca dovezi ale statutului divin.
- Anunnaki de pe Nibiru (Sitchin) (variantă) – Zecharia Sitchin a propus, în seria Cronicile Pământului, începând cu A 12-a planetă (1976), o interpretare unică a vechilor texte sumeriene și din Orientul Mijlociu, situri megalitice și artefacte din întreaga lume. El presupune că zeii Mesopotamiei au fost de fapt astronauți de pe planeta "Nibiru", despre care sumerienii credeau a fi o îndepărtată "a 12-a planetă" (numărând Soarele, Luna și Pluto ca planete), asociată cu zeul Marduk. Conform lui Sitchin, Nibiru continuă să orbiteze Soarele nostru pe o orbită lungă de 3.600 de ani.
- Astronauții antici din constelația Sirius (Temple) (variantă) – Propunerea lui Robert K. G. Temple în cartea sa The Sirius Myster (1976) susține că poporul Dogon din nord-vestul Mali păstrează o povestire despre vizitele extraterestre de acum aproximativ 5.000 de ani. El îl citează pe diverse serii de dovezi, inclusiv cunoștințe astronomice avansate moștenite de trib, descrieri, și comparativă sistemele de credință similare cu civilizații antice, precum vechiul Egipt și Sumer.
- Astrologie (a se vedea, de asemenea, astrologie și științe) – constă dintr-un număr de sisteme de credință care susțin că există o relație între fenomenele astronomice și evenimentele din lumea umană sau profilul personalităților umane. Mai multe sisteme de divinație se bazează pe poziția relativă și mișcarea diferitelor corpuri cerești reale sau imaginare.
- Dogon și Sirius B – o serie de afirmații cum că tribul Dogon știa despre piticul alb tovarăș al luiSirius , în ciuda faptului că e invizibil cu ochiul liber (și știa despre el din alte motive decât de la europeni).
- Cosmologiile creaționiste sunt explicații ale originii și formării universului în conformitate cu narația din  Geneză (Geneza 1), potrivit căreia Dumnezeu din Biblie a creat cosmosul în opt acte de creație pe parcursul celor șase zile ale "săptămânii creației".
- Fața de pe Marte – (în Cydonia Mensae) este o formație de stânci de pe Marte semănând cu o față umană, ceea ce dovedește inteligență și viață  pe planetă. Imagini de înaltă rezoluție luate recent arată că nu prea arată ca o față.
- Modelul Geocentric – În astronomie, modelul geocentric (de asemenea, cunoscut sub numele de geocentrism sau sistemul lui Ptolemeu) este o descriere a universului cu Pământul în centru. Modelul geocentric a servit ca descriere predominantă a cosmosului în multe civilizații antice, cum ar fi cele ale lui Aristotel și Ptolemeu.
- Efectul lunar – credința că Luna plină influențează comportamentul uman.
- Credințe moderne că Pământul e plat – susține că pământul este plat, în formă de disc care se învârte accelerat în sus, producând iluzia gravitației. Propunătorii Pământului plat, cum ar fi Flat Earth Society, nu acceptă dovezi convingătoare, cum ar fi fotografii ale Pământului luate din spațiu.
- Aselenizarea-teorii ale conspirației susțin că unele, dacă nu toate elementele din programul Apollo și aselenizările asociate au fost farse organizate de NASA cu ajutorul altor organizații. Cea mai notabilă afirmație este că cele șase echipaje aterizate (1969-72) au fost falsificate și că cei doisprezece astronauți de pe Apollo, de fapt, nu au mers pe Lună. Diverse grupuri și persoane fizice au făcut afirmații pe la mijlocul anilor 1970, că NASA și alții au indus în eroare publicul să creadă că debarcarea s-a întâmplat.
- Cataclismul Nibiru– o predicție făcută mai întâi de Nancy Lieder că o planetă mitologică Nibiru se va ciocni cu Pământul. După ce s-a adaptat o predicție de mai multe ori, mai târziu s-a susținut că anul de apariție va fi 2012.
- Lumi în coliziune – scriitorul Immanuel Velikovsky a propus în cartea lui Lumi în coliziune că textele antice și geografice sunt dovezi care arată că omenirea a fost martoră la interacțiuni catastrofale cu alte planete din sistemul nostru solar.
- Vaimānika Shāstra – un naționalist hindus susține că avioanele s-au inventat în antichitate în India, în perioada vedică. Un studiu realizat în 1974 de către cercetătorii de la Institutul Indian de Știință din Bangalore, a constatat că aeronavele mai grele decât aerul (Vaimānika Shāstra) descrise au fost imposibil de realizat din punct de vedere aerodinamic. Autorii au remarcat că discuția despre principiile de zbor în text a fost în mare măsură superficială și incorectă, în unele cazuri încălcând legile mișcării ale lui Newton.

### Științele Pământului
- Geometria 366 sau Geometria megalitică – afirmă existența unei geometrii bazate pe mișcarea Pământului în jurul soarelui veche de 3600 de ani î.Hr, și posibilitatea ca această geometrie să mai fie încă folosită în Francmasoneria zilelor nostre. Potrivit lui Alexander Thom și, mai târziu, Alan Butler și Christopher Knight, civilizațiile megalitice din Bretagne (Franța) și Britania (Anglia) aveau cunoștințe avansate de geometrie, de matematică și despre mărimea Pământului. Butler corelează yardul megalitic al lui Alexander Thom cu circumferința cercului polar, folosind un cerc împărțit în 366 de grade.
- Triunghiul Bermudelor – o regiune a Atlanticului cuprinsă între Bermuda, Puerto Rico, și Florida (în varianta cea mai populară). Dezastrele maritime și aeriene și disparițiile de nave maritime sau aeriene în zona Bermudelor au făcut să circule povești cu fenomene și întâlniri “paranormale”, interacțiuni cu extratereștrii.
- Negarea schimbării climei – este o parte a controversei în jurul încălzirii globale.
- Geologia Potopului – o variantă creaționistă a geologiei care explică cele mai multe forme de relief prin Potopul global.
- Pământul gol pe dinăuntru – o teorie care susține că Pământul este complet gol pe dinăuntru sau are porțiuni cu goluri imense în scoarță. Există un folclor în direcția asta (credința în troli și elfi) și teorii ale conspirației care susțin existența unei vieți subterane.
- Lîsenkoism sau Lîsenko-Miciurinism – a fost o campanie împotriva geneticii și a agriculturii științifice condusă de Trofim Lîsenko și autoritățile sovietice. Lîsenko era directorul Academiei Sovietice “V. I. Lenin” pentru Științele Agricole. Lîsenkoismul a început în jurul lui 1920 și s-a terminat în 1964. Teoria neștiințifică a lîsenkoismului se baza pe conceptele lui Lamarck privind moștenirea caracterelor dobândite. Teoria lui Lîsenko respingea ideile lui Mendel și, direct sau indirect, selecția naturală.

## Energie
- Energie liberă – o variantă a mai cunoscutului perpetuum mobile care pretinde că se poate crea energie (încălcând prima lege a termodinamicii) sau că se poate extrage lucru mecanic util din sisteme în echilibru (încălcând a doua lege a termodinamicii).
- Mașini care merg cu apă – o variantă a lui perpetuum mobile. Creatorii unor asemenea aparate susțin că folosesc apa drept carburant.
- Pilula de benzină – „inventatori” care susțin că transformă apa în benzină.
- Lichidul magic al lui Hóngchéng – este vorba de o înșelătorie a unui chinez numit Wang Hongcheng (în chineză: 王洪成; pinyin: Wáng Hóngchéng), de meserie șofer de autobus, fără educație științifică, care susținea că transformă apa în petrol, doar adăugând câteva picături din lichidul lui în apă.
- Hydrinos – este o stare a hidrogenului care, conform lui Randell Mills este un carburant ideal.
- Orgonul – este un concept pseudoștiințific descris ca o energie esoterică sau ca o ipotetică forță vitală universală, propusă în 1930 de Wilhelm Reich.

## Arhitectură
- Feng-shui – un sistem chinezesc de arhitectură considerat pseudoștiință având la bază diverse superstiții. A se vedea și religia feng-shui.
- Vastu shastra – este un sistem de arhitectură hinduist care stabilește o serie de reguli în construirea caselor, în acord cu mediul natural. Oameni de știință precum Jayant Narlikar argumentează că aceste reguli nu au nicio logică și consemnează faptul că se demolează clădiri pentru a fi reconstruite după aceste reguli! Se relatează cazul unui ministru care a pus să se demoleze un întreg cartier de săraci ca să schimbe intrarea la biroul său, deoarece consultanții Vastu i-au spus că în felul acesta își va rezolva problemele politice!

## Fizică
- Autodinamica –  o teorie fizică propusă de Ricardo Carezani în primii ani 1940 în locul teoriilor lui Einstein a relativității restrânse și a relativității generalizate. A fost respinsă de comunitatea științifică.
- Teoria Einstein–Cartan–Evans – este o încercare a lui Myron W. Evans de a unifica teoria relativității generalizate, mecanica cuantelor și electromagnetismul. S-a demonstrat că era eronată matematic.
- Electrogravitația – susține că este un tip neconvențional de efect sau de propulsie antigravitație create de efectul unui câmp electric asupra unei mase. Numele a fost creat de descoperitorul efectului, Thomas Townsend Brown, care aproape de-a lungul întregii vieți a încercat să producă și să vândă acest sistem de propulsie.

## Științele naturii vii
- Baraminologie – un system taxonomic de clasificare a animalelor pe grupe numite “soiuri ale Creației” sau "baramins" ("created kinds" sau "baramins") în conformitate cu Geneza (Creația) și alte părți ale Bibliei.
- Biologia creaționistă – subcapitol al științei creaționiste care încearcă să explice biologia fără Macroevoluție.
- Designul inteligent – afirmă că „apariția anumitor lucruri din Univers și a anumitor ființe vii poate fi explicată mult mai bine prin atribuirea unei cauze inteligente decât printr-un proces indirect precum selecția naturală.” Educatorii, filozofii și comunitatea științifică au demonstrat că ID (Inteligent Design = designul inteligent) este un argument religios, o formă a teoriei creaționiste lipsită de suport științific și care nu oferă ipoteze testabile sau sustenabile. Este adevărat, majoritatea teoreticienilor designului inteligent afirmă că nu este vorba de creaționism și evită programatic să indice persoana „designerului”, dar sunt unii care își exprimă credința că „designerul” este o zeitate creștină.
- Complexitatea ireductibilă – susține că anumite sisteme biologice sunt prea complexe ca să fi evoluat din sisteme mai simple. Este folosită de susținătorii designului inteligent pentru a argumenta ideea că selecția naturală singură este incompletă și defectuoasă și că este necesar să fie implicat un mecanism adițional (un ”Designer Inteligent”) pentru a explica originile vieții.
- Complexitatea specifică – susține că atunci când ceva este simultan și complex și specific, se deduce că a fost produs de o cauză inteligentă (adică acesta a fost proiectat), că nu este rezultatul unor procese naturale.

## Științele agriculturii
- Agricultura biodinamică - metoda creării de ferme organice care tratează ferma ca organism unificat și individual. Biodinamica folosește un calendar care a fost caracterizat ca astrologic. Substanțele și compostul utilizate în ferma biodinamică au fost descrise ca neconvenționale și homeopate. De exemplu, șoarecii de câmp sunt combătuți prin împrăștierea pe câmp de cenușă preparată din piele de șoareci de câmp, când Venus se află în constelația Scorpion.

## Științe aplicate

### Sănătate și medicină
Practicile medicale pseudoștiințifice sunt adesea calificate drept escrocherii. 
- Acupunctura - utilizează ace fine pentru a stimula punctele de acupunctură și a echilibra fluxul de qi. Nu se cunoaște nicio bază anatomică sau histologică a existenței unor puncte de acupunctură sau a unor meridiane.[2][3] Unii acupuncturiști le consideră mai degrabă funcționale decât entități structurale, utile în ghidarea evaluării și îngrijirii pacienților.[4][5][6] Acupunctura a fost subiect activ de cercetare științifică în secolul XX,[7]  și efectele și aplicabilitatea ei rămân controversate printre cercetători și practicieni.[7]  Deoarece este o procedură, mai degrabă decât o pilulă, proiectarea de studii controlate este o provocare, ca și în procedurile chirurgicale și altele.[4][7][8][9][10] Unele treceri în revistă ale cercetărilor duc la concluzia că efectele acupuncturii țin în principal de fenomenul placebo,[11][12] iar altele o găsesc probabil eficace în privința unor afecțiuni specifice.[7][13][14][15]
- Acupresura – stimulare manuală non invazivă a punctelor de acupunctură.[16] (Vezi mai jos articolul Reflexologia)
- Punctele de acupunctură sau acupunctele – sunt o colecție de vreo câteva sute de puncte pe corpul uman de-a lungul meridianelor. În conformitate cu TCM, fiecare corespunde unui organ sau unei funcții.[16]
- Medicină alternativă este orice practică ce susține a avea efecte medicale vindecătoare, dar care este dovedită că nu funcționează, că nu are dovezi științifice care să arate că aceasta funcționează. Medicina alternativă nu este o parte a medicinei, sau a unui sistem de tratare a bolilor având baze științifice. Medicina alternativă consistă într-o mare varietate de practici, produse și terapii, începând cu cele care, biologic, sunt plauzibile, dar nu sunt suficient testate, până la cele vătămătoare, toxice.
  În ciuda costurilor semnificative în testarea medicinei alternative, inclusiv 2,5 de miliarde de dolari cheltuiți de către guvernul Statelor Unite, aproape niciun tip de medicină alternativă nu și-a demonstrat eficacitatea, dincolo de efectul placebo. Efectele percepute de medicina alternativă sunt cauzate fie de efectul placebo, fie de vindecarea spontană a afecțiunii.
- Medicina antropozofică – este o formă de medicină alternativă. Concepută în anii 1920 de Rudolf Steiner (1861-1925), coroborat cu Ita Wegman (1876-1943), medicina antropozofică se bazează pe noțiunile ocultismului și pe filozofia spirituală a lui Steiner,pe care a numit-o antropozofie. Medicii folosesc o varietate de tehnici de tratament bazate pe preceptele homeopatice, inclusiv masaj, exerciții, consiliere și substanțe. Multe medicamente preparate și folosite în medicina homeopatică sunt similare cu cele utilizate in homeopatie. Remediile homeopate nu sunt eficace medical și sunt, în general, considerate inofensive, cu excepția cazului când sunt folosite ca un substitut al curei științific dovedite și eficace. În anumite țări europene, persoanelor cu cancer le sunt uneori prescrise remedii special recoltate (de exemplu vâsc), dar cercetările nu au constatat nici o dovadă convingătoare de beneficiu clinic. Unii medici antroposofi se opun vaccinării în copilărie, și acest lucru a condus la izbucnirea unor focare de boli care ar fi putut fi prevenite. Profesorul universitar de medicină complementară Edzard Ernst și alți medici și oameni de știință, inclusiv Simon Singh și David Gorski, au caracterizat medicina antroposofică drept escrocherie medicală pseudoștiințifică,[17][18] lipsită de orice bază științifică sau logică.[19][20][21][22]
- Kinesiologie aplicată (AK) - este o tehnică în medicina alternativă care, se pretinde, poate diagnostica boala sau alege tratamentul prin testarea puterii mușchilor. În conformitate cu orientările în cazul testelor de diagnosticare a alergiilor, Colegiul American de Alergie, Astm și Imunologie a declarat că nu există "nicio dovadă de diagnosticare valabilă" prin kinesiologie aplicată, iar un alt studiu a arătat că metoda de evaluare prin kinesiologie aplicată "este la fel de utilă ca ghicitul la întâmplare"; American Cancer Society a declarat că "nu există dovezi științifice care să vină în sprijinul ideii că kinetoterapia poate diagnostica sau trata cancerul sau alte boli."
- Bioritmurile – teoria este o încercare de a anticipa diverse aspecte ale vieții unei persoane prin cicluri matematice simple. Majoritatea oamenilor de știință cred că ideea nu are putere predictivă mai mare decât pura întâmplare și consideră conceptul un exemplu de pseudoștiință. Pentru studiul științific al ciclurilor biologice, cum ar fi ritmurile circadiene, a se vedea cronobiologie.
- Memoria trupului - este o ipoteză după care organismul însuși ar fi capabil de a stoca amintiri, nu doar creierul. Ideea ar putea fi pseudoștiință deoarece nu există nici un mijloc cunoscut prin care țesuturile, altele decât creierul însuși, ar fi capabile de a stoca amintiri. Teoria memoriei trupului este folosită pentru a explica pretinse amintiri pentru evenimente în care creierul nu a fost în poziția de a păstra amintiri și uneori este un catalizator pentru recuperarea amintirilor refulate. Aceste amintiri sunt adesea caracterizate de dureri fantomă în parte sau părți ale corpului – corpul părând să-și amintească traume din trecut. 
Ideea memoriei corpului este o credință frecvent asociată cu ideea reprmării amintirilor, în care pot fi păstrate și recuperate prin senzații fizice amintiri de incest sau de abuz sexual. O teorie asociată poate fi transferul de amintiri de la o persoana la alta prin donațiile de organe; organul transplantat transportă amintiri la persoana căreia i s-a făcut transplantul. Un alt exemplu de memorie a trupului se bazează pe animalele decapitate, la care noul cap pare să-și amintească lucruri din trecut. Acest lucru ar putea fi valabil la animale inferioare, la forme simple de viață.
- Gimnastica creierului – este o organizație care pretinde că promovează o serie de exerciții pentru îmbunătățirea performanțelor academice. Gimnastica creierului pretinde a fi o serie de activități de îmbunătățire a sincronizării ochilor (vederea binoculară), a abilităților spațiale și de ascultare, coordonarea mână-ochi și flexibilitatea întregului corp și, prin aceasta, utilizarea creierului, îmbunătățirea învățării și rememorarea informațiilor. Numeroase cărți au descris cercetări și studii de caz în care de utilizarea activităților de gimnastică a creierului au beneficiat populații specifice, inclusiv copii în convalescență după arsuri grave sau diagnosticați cu autism. Activitățile de gimnastică a creierului au fost incluse în multe programe educaționale de sport, în lumea afacerilor, cu adulți din întreaga lume. Acestea sunt utilizate, de asemenea, pe scară largă, în școlile de stat britanice. Programul a fost criticat ca pseudoștiință pentru lipsa de referințe în expunerea teoriilor utilizate în lucrarea Brain Gym: Teacher's Edition 1994 (revizuită în 2010) și pentru lipsa unei cercetări care să demonstreze că desfășurarea acestor activități are un efect direct asupra performanței academice.
- Chiropractica este o practică de medicină alternativă concentrată pe găsirea unor subluxații vertebrale(vezi mai jos) pe care le tratează cu ajustări ale șirei spinării. Mulți chiropracticieni moderni vizează doar disfuncțiile mecanice, oferind consiliere în ce privește sănătatea și stilul de viață. Cu toate acestea, mulți alții își bazează practica pe vitalismul lui D.D. Palmer și al lui B. J. Palmer, continuând să susțină că toate sau cele mai multe boli organice sunt rezultatul unor ipotetice disfuncții ale șirei spinării, cunoscute ca subluxații vertebrale sau insuficiență a fluxului inteligenței înnăscute, o formă a unei presupuse energii.
 Aceste idei, care nu se bazează pe știință, împreună cu lipsa unei baze puternice în cercetare, sunt în parte responsabile de conflictul istoric dintre chiropractică și medicina generală.
 Reconsiderări sistematice recente indică posibilitatea unei eficacități moderate în modificările coloanei vertebrale, în gestionarea unor mici dureri de spate nespecifice. Eficacitatea chiropracticii în manipularea spinala nu a fost demonstrată în conformitate cu principiile medicinei, care au la bază dovezi în orice fel de condiții. Evenimentele adverse simptomatice, care sunt toate calificate ca relativ ușoare în raportul de referință, cu o posibilă implicare neurologică după modificărilor coloanei vertebrale, în special manipularea spinală superioară, apar cu o frecvență de 33 %-61 %. Cele mai multe evenimente sunt minore, cum ar fi durere ușoară, leșin, amețeli, confuzie la lumină, dureri de cap, sau amorțeală, furnicături la nivelul membrelor superioare; complicații grave, cum ar fi hemoragia subarahnoidiană, disecția arterei vertebrale sau mielopatia, sunt observate rar.
- Subluxația vertebrală – un termen al chiropracticii (vezi mai sus) care descrie diferit un loc pe coloana vertebrală unde se manifestă o insuficiență înnăscută sau o leziune spinală care ar provoca o disfuncție neuromusculoscheletală sau viscerală. Consensul științific nu acceptă existența subluxației vertebrale a chiropracticii.
- Curățarea colonului (hidroterapie colonică) – cuprinde mai multe terapii de medicină alternativă destinate eliminării deșeurilor fecale și a toxinelor neidentificate din colon și din tractul intestinal. Practicienii respectivi cred că acumulările de fecale putrezite afectează pereții intestinului și poartă paraziți sau floră intestinală patogenă, cauzând simptome nespecifice și probleme generale de sănătate. Ipoteza "autointoxicării" se bazează pe convingerile medicale ale egiptenilor si grecilor antici, și a fost discreditată încă de la începutul secolului XX.
- Terapia craniosacrală – este o formă de exerciții asupra osaturii capului constând în masaje ale articulațiilor sinarthrodiale ale craniului. Un practician al terapiei craniosacrale poate aplica atingeri ușoare ale coloanei vertebrale și ale pelvisului. Acești practicieni cred că această manipulare regleaza fluxul de lichid cefalorahidian si ajută în "respirația primară". Tratamentul craniosacral a fost dezvoltat de John Upledger în anii 1970, ca o ramură a osteopatiei craniene care a fost dezvoltată în anii 1930 de William Garner Sutherland. Potrivit American Cancer Society, deși CST poate ameliora simptomele de stres sau tensiune, "dovezile științifice disponibile nu permit să se susțină că tratamentul craniosacral ajută în tratarea cancerului sau orice altă boală". Terapia craniosacrală a fost caracterizat ca pseudoștiință și practicarea sa a fost numită escrocherie.
- Vindecarea cu cristale – există convingerea că cristalele au proprietăți de vindecare. Era larg răspândită în perioada preștiințifică și in rândul populației. S-a bucurat de o renaștere în popularitate în anii 1970 odată cu mișcarea New Age.
- Ear candling – este o practică de medicină alternativă care a susținut că poate îmbunătăți starea generală de sănătate și bunăstarea aprinzând o lumânare și plasând celălalt capăt al lumânării în canalul urechii. Cercetarea medicală a arătat că practica este periculoasă și ineficace și nu ajută la eliminarea cerii sau a substanțelor toxice.
- Detoxifierea – detoxifierea, în contextul medicinei alternative, constă dintr-o abordare care susține că trebuie curățat corpul de toxine – adică de niște substanțe acumulate în organism care ar exercita efecte nedorite asupra sănătății individuale pe termen scurt sau lung. Multe site-uri mass-media mainstream oferă articole despre această practică, în ciuda lipsei de dovezi științifice privind prezența toxinelor, privind efectul prezenței lor sau eficacitatea tehnicilor de detoxifiere.
- Tratamentul cu ventuze – la vechii chinezi, era o formă de medicină alternativă în care se aplicau ventuze preîncălzite pe pielea bolnavului; acestea, răcindu-se, produc o sugere a pielii care provoacă o învinețire a ei. Practicienii acestui tratament cred că acesta mobilizează fluxul de sânge și promovează vindecarea. S-au efectuat studii care au demonstrat ineficacitatea ventuzelor în ameliorarea durerii. În România s-a practicat (și pe alocuri se mai practică) pe larg acest tratament. Mai fiecare familie deținea un set de 20-30 de ventuze din sticlă.[23]
- Tratamentul cu lipitori era o practică curentă până mai ieri și consta în aplicarea pe piele a unor lipitori care se înfigeau în piele și mușchi și sugeau sângele bolnavului. Sătule, aceste lipitori cad singure de pe corp. Pe lângă ineficacitatea tratamentului, pacientul se expune la contaminarea sângelui de către lipitori.
- Terapia prin împământare sau terapia prin contact cu solul – o terapie care pretinde că alină durerea, asigura un somn mai bun, și ajută în boli cu simptome inflamatorii, prin contact fizic direct cu solul sau un dispozitiv cu împământare. Se pretinde că pământul are un exces de electroni, în timp ce oamenii duc lipsă de lectroni din cauza izolanției electrice produse de încălțăminte și haine. Contactul electric cu pământul oferă organismului acest exces de electroni care acționează apoi ca antioxidanți.
- Hipersensibilitate electromagnetică (EHS) – pretinsă sensibilitate la câmpuri electrice și/sau magnetice sau la radiații electromagnetice de diverse frecvențe la niveluri de expunere mult sub standardele de siguranță stabilite. Simptomele nu sunt specifice, dar pot include dureri de cap, oboseală, dificultatea de a dormi și alte lucruri similare.[24]  Studiile efectuate nu au ajuns la concluzia că disconfortul bolnavilor respectivi ar avea vreo  legătură cu surse ascunse de radiații[25][26] și "nu există o bază științifică în prezent pentru a face o conexiune între EHS și expunerea la [câmpuri electromagnetice]."[27]
- Vindecarea prin credință – vindecarea bolilor prin rugăciune și aplicarea mâinilor. Singurele efecte constatabile științific sunt cele datorate fenomenului psihic placebo.[28][29][30]
- Brățări de sănătate și diverse bijuterii vindecătoare, despre care se pretinde că ar îmbunătăți starea de sănătate, că ar vindeca, sau ar îmbunătăți chi-ul utilizatorului, cum ar fi brățări ionizate, brățări cu hologramă și bijuterii magnetice. Nu s-a constatat științific eficacitatea unor asemenea obiecte.[31][32]
- Homeopatia - convingerea că dând unui pacient, cu simptome de o anumită boală, remedii extrem de diluate care sunt gândite a produce aceleași simptome la persoanele sănătoase. Aceste preparate sunt diluate adesea dincolo de punctul în care orice moleculă de tratament nu mai este prezentă.[33] Studiile asupra practicilor homeopatice au fost în mare parte negative sau neconcludente.[34][35][36] Nu există  nici o bază științifică pentru principiile homeopate.[37][38][39][40][41][42][43]
- Inteligența înnăscută – formă de energie putativă, un flux de energie considerat de unii chiropracticieni a fi responsabil de sănătatea pacientului. Chiropracticianul Joseph C. Keating Jr. a declarat: "Atâta timp cât ne-am propus o retorică a datelor din naștere de tipul "O cauză, o cură", trebuie să ne așteptăm să ne acoperim de ridicol din partea comunității științifice. Chiropracticienii nu pot avea ambele modalități. Teoriile noastre nu pot fi în același timp constructe vitaliste dogmatice și construcții științifice."
- Iridologia– mijloc de diagnosticare pseudomedicală. Susținătorii cred că pot identifica si diagnostica probleme de sănătate prin examinarea irisului. Practicienii respectivi împart irisul în 80-90 de zone, fiecare dintre zone fiind conectată la un anumit organ sau regiune a corpului uman. Aceste conexiuni nu au fost validate științific[44][45][46] deoarece textura irisului este o caracteristică fenotipică, care se dezvoltă în timpul gestației și rămâne neschimbată în urma nașterii (ceea ce face irisul util pentru biometrie).
- Sindromul de intestin permeabil – în medicina alternativă, se consideră că substanțele nocive trec prin peretele intestinelor. Sindromul a fost propus drept cauză a multor afecțiuni, inclusiv cauza sclerozei multiple și a autismului, afirmație considerată neștiințifică.[47] Conform Serviciului Național de Sănătate din Marea Britanie (UK National Health Service), teoria este vagă și neprobată.[48] Unii sceptici și oamenii de știință spun că comercializarea de tratamente pentru sindromul de intestin permeabil este fie greșit, fie pur și simplu o fraudă deliberată.[48]
- Lightning Process  - un sistem care pretinde a fi derivat din osteopatie, programare neuro-lingvistica (NLP) și life coaching.[49]  Susținătorii pretind că procesul poate avea un efect pozitiv asupra unei lungi liste de boli și condiții, inclusiv encefalomielita mialgică, deși nu există nici o dovadă științifică a eficacității lui.[50] Proiectantul acestui proces, Phill Parker, sugerează că anumite boli, cum ar fi ME/CFS apar de la o dereglare a sistemului nervos central și a sistemului nervos vegetativ, pe care procesul lui Parker le-ar viza, ajutând la spargerea "buclei adrenalinei", care menține mecanismele de răspuns la stres foarte tensionate.[50]
- Terapia cu magneți - practica de a utiliza câmpuri magnetice pentru a influența în mod pozitiv sănătatea. Deși există utilizări medicale legitime de magneți și câmpuri magnetice, intensitatea câmpului utilizate în terapia magnetică este prea mică pentru a efectua vreo schimbare biologică, iar metodele folosite nu au nicio valabilitate științifică. A nu se confunda această terapie cu tratamentele actuale, care implică electromagnetism pe țesuturi umane, cum ar fi terapia cu câmp electromagnetic pulsat (a se vedea: Terapia electromagnetică).
- Maharishi Ayurveda  – Ayurveda tradițională este o practică de medicină alternativă veche de 5.000 de ani cu rădăcinile în India antică, pe baza unui set de convingeri minte-corp.[51][52] Dezechilibrul sau stresul din conștiința individului este considerat a fi cauza bolilor.[51] Pacienții sunt clasificați pe tipuri de corp (trei doshas, care sunt luate în considerare pentru a controla armonia minte-corp, determină un "tip de corp" individual); iar tratamentul are drept scop restabilirea echilibrului sistemului minte-corp.[51][52] A fost mult timp sistemul principal tradițional de îngrijire a sănătății în India,[52] și a devenit instituționalizat în colegiile și școlile din India, deși practicienii fără licență sunt ceva obișnuit.[53] Ca și alte cunoștințe tradiționale, mare parte din aceasta a fost pierdută; în Occident, practica curentă se bazează parțial pe învățăturile lui Maharishi Mahesh Yogi în anii 1980,[54] dar este amestecat cu Meditația Transcendentală; alte forme de Ayurveda există, de asemenea. Cel mai notabil avocat al Ayurvedei în America este Deepak Chopra, care susține că Maharishi Ayurveda se bazează pe misticism cuantic.[54]
- Reflexologia, sau terapia zonală, este o medicină alternativă care implică actul fizic de a aplica cu o anumită tehnică presiune la picioarele, mâinile sau urechile pacientului, folosind degetul mare și fără a folosi ulei sau loțiune. Ea se bazează pe ceea ce reflexologii pretind a fi un sistem de zone și arii reflexe care, spun ei, reflectă o imagine a corpului pe picioare și pe mâini, cu premisa că o asemenea tehnică schimbă datele fizice ale organismului.[55] Cele mai bune dovezi disponibile până în prezent nu demonstrează convingător că reflexoterapia ar fi un tratament eficace pentru orice condiție medicală.[56] Nu există un consens între reflexologi privind modul în care reflexoterapia ar trebui să lucreze; o temă unificatoare este ideea că zonele de pe picior corespund zonelor corpului și că, prin manipularea acestora se poate îmbunătăți sănătatea cuiva, adică acel qi.[57] Reflexologii împart corpul în zece zone verticale egale, 5 pe dreapta și 5 pe stânga.[58] Tratamentele reflexologice pot doar, în fapt, amâna investigarea medicală științifică a pacientului.[59]
- Medicina tradițională chineză (TCM) – sistem medical tradițional originar din China, practicat drept medicină alternativă în multe țări. Conține elemente bazate pe cosmologia taoistă,[60] și consideră corpul omenesc mai mult în termeni funcționali și vitaliști decât în termeni anatomici.[61][62] Sănătatea și boala ascultă conform TCM principiile yin și yang, și sunt atribuite echilibrului sau dezechilibrului unei curgeri de forță vitală, qi.[4][63] Metodele de diagnostic sunt pur externe, incluzând examinarea pulsului în șase puncte, examinarea limbii pacientului și un interviu al pacientului; acordul asupra diagnosticului este scăzut între diferiți practicieni ai TCM.[2][61][64][65] Descrierea de către TCM a funcțiilor și structurii corpului uman este fundamental diferită de cea din medicina modernă, deși unele proceduri și leacuri ale TCM par a promite rezultate cercetătorilor științifici.[4][66]
  - TCM materia medica – o colecție de leacuri medicinale folosite în TCM. Ele includ multe plante, întregi sau în părți, cum ar fi ginseng și goji, de asemenea ingrediente mai exotice, cum ar fi cal de mare. Preparatele includ în general mai multe ingrediente, selectate după gust sau formă, sau prin relațiile cu organele atribuite lor de TCM.[67] Cele mai multe preparate nu au fost evaluate riguros sau nu oferă nicio dovadă de eficacitate.[66][68][69] Cercetările farmacognozice de potențiali ingredienți activi  sunt în curs, deși aceste aplicații nu corespund mereu celor din TCM.[70]
  - Meridiane – sunt canale prin care curge qi, conectând câteva perechi de organe zang-fu.[61][71] Nu se cunoaște vreo bază anatomică sau histologică pentru existența punctelor de acupunctură sau a meridianelor.[2][3]
  - Qi – energie vitală a cărei curgere trebuie să fie echilibrată pentru a menține sănătatea. Qi nu a fost niciodată observat în mod direct și nu are nicio legătură cu conceptul de energie din științe.[72][73][74]
  - Zang-fu – este ideea de organe drept entități funcționale yin și yang, care stochează și manipulează qi.[61] Astfel de organe nu sunt bazate pe cunoștințele de anatomie.